# Cuiabano
Luis Eduardo Soares da Silva (Cuiabá, 16 februari 2003) – bekend als Cuiabano – is een Braziliaans voetballer die doorgaans speelt als linksback. In april 2024 verruilde hij Grêmio voor Botafogo.

## Clubcarrière
Cuiabano speelde in de jeugd van Grêmio vanaf zijn elfde. Er zou in 2022 interesse zijn van diverse clubs uit de Major League Soccer, waarop hij een nieuw contract tekende tot en met december 2024. Zijn debuut in het eerste elftal maakte de verdediger op 18 februari 2023, toen in het kader van de Campeonato Gaúcho met 0–0 gelijkgespeeld werd tegen São Luiz. Later dat jaar kwam Cuiabano voor het eerst tot scoren. Hij zette zijn ploeg op 27 mei op voorsprong tegen Athletico Paranaense. Vitor Roque maakte later gelijk, waarna Bruno Uvini zorgde voor een zege van Grêmio: 1–2.
Voor een bedrag van circa anderhalf miljoen euro maakte Cuiabano in april 2024 de overstap naar Botafogo, waar hij zijn handtekening zette onder een verbintenis voor de duur van drieënhalf jaar. In zijn eerste seizoen bij Botafogo won hij het landskampioenschap en de CONMEBOL Libertadores. Tijdens de finale van dat laatste toernooi tegen Atlético Mineiro (1–3) bleef hij de gehele wedstrijd op de bank.

## Clubstatistieken
| Seizoen | Club     | Competitie | Competitie | Competitie | Beker | Beker | Internationaal | Internationaal | Totaal | Totaal |
| Seizoen | Club     | Competitie | Wed.       | Dlp.       | Wed.  | Dlp.  | Wed.           | Dlp.           | Wed.   | Dlp.   |
| ------- | -------- | ---------- | ---------- | ---------- | ----- | ----- | -------------- | -------------- | ------ | ------ |
| 2023    | Grêmio   | Série A    | 12         | 1          | 2     | 1     | —              | —              | 14     | 2      |
| 2024    | Grêmio   | Série A    | 3          | 0          | 0     | 0     | 1              | 0              | 4      | 0      |
| 2024    | Botafogo | Série A    | 23         | 4          | 4     | 0     | 3              | 0              | 30     | 4      |
| 2025    | Botafogo | Série A    | 14         | 1          | 1     | 0     | 4              | 1              | 19     | 2      |
| Totaal  | Totaal   | Totaal     | 52         | 6          | 7     | 1     | 8              | 1              | 67     | 8      |

Bijgewerkt op 17 mei 2025.

## Erelijst
| Competitie            |        |                  |        |        |
| Competitie            | Aantal | Jaren            |        |        |
| Grêmio                | Grêmio | Grêmio           | Grêmio | Grêmio |
| --------------------- | ------ | ---------------- | ------ | ------ |
| Campeonato Gaúcho     | 3      | 2022, 2023, 2024 |        |        |
| Recopa Gaúcha         | 1      | 2023             |        |        |
| Botafogo              |        |                  |        |        |
| Série A               | 1      | 2024             |        |        |
| CONMEBOL Libertadores | 1      | 2024             |        |        |